# Jacques Cassini
Jacques Cassini II., francoski astronom in geograf, * 8. februar 1677, Pariz, Francija, † 18. april 1756, Thury pri Clermontu, Francija.

## Življenje in delo
Jacques je bil sin Giovannija Domenica. S sedemnajstimi leti so ga predlagali za člana Francoske kraljeve akademije znanosti (Académie Royale des sciences). Leta 1996 so ga izbrali za člana Kraljeve družbe, maître des comptes pa je postal leta 1706.
Leta 1712 je kot drugi predstojnik nasledil svojega očeta na Pariškem observatoriju. Njega je nasledil sin César-François. Delal je na določevanju lastnih gibanj zvezd in oblike Zemlje. Skupaj z očetom je med letoma 1700 in 1720 premeril poldnevniški (meridijanski) lok v Franciji. Leta 1713 je izmeril lok med Dunkirkom in Perpignanom. Rezultate merjenj je objavil leta 1720 v delu Traité de la grandeur et de la figure de la terre.
Prve tabele Saturnovih satelitov je objavil leta 1716.
V letu 1714 se mu je rodil sin César-François, ki je bil prav tako astronom in geograf.

## Priznanja
Poimenovanja
Po njem in očetu Giovanniju Domenicu se imenuje krater Cassini na Luni.